# Heptapterus ornaticeps
Heptapterus ornaticeps är en fiskart som beskrevs av Ahl, 1936. Heptapterus ornaticeps ingår i släktet Heptapterus och familjen Heptapteridae. Inga underarter finns listade i Catalogue of Life.